# Arcturus pawneeanus
Arcturus pawneeanus är en kräftdjursart som beskrevs av David R. Boone 1927. Arcturus pawneeanus ingår i släktet Arcturus och familjen Arcturidae. Inga underarter finns listade i Catalogue of Life.